# Кассайга
Кассайга (Кассайга 2-я) — река в России, протекает в Томской области. Устье реки находится в 760 км по левому берегу реки Кеть. Длина реки составляет 80 км, площадь водосборного бассейна 710 км².

## Бассейн
- 33 км: Кассайга 1-я
  - Левая Кассайга 1-я
- Придорожный
- 61 км: Боровой
- 76 км: Левая Кассайга 2-я

## Данные водного реестра
По данным государственного водного реестра России относится к Верхнеобскому бассейновому округу, водохозяйственный участок реки — Кеть, речной подбассейн реки — бассейн притоков (Верхней) Оби от Чулыма до Кети. Речной бассейн реки — (Верхняя) Обь до впадения Иртыша.